# Halicnemia patera
Halicnemia patera är en svampdjursart som beskrevs av James Scott Bowerbank 1864. Halicnemia patera ingår i släktet Halicnemia och familjen Heteroxyidae. Inga underarter finns listade i Catalogue of Life.